# Перше Юмагузіно
Перше Юмагу́зіно (рос. Большое Чураево) — присілок у складі Кувандицького міського округу Оренбурзької області, Росія.
Стара назва — Юмагузіно.

## Населення
Населення — 36 осіб (2010; 59 у 2002).
Національний склад (станом на 2002 рік):
- башкири — 95 %